# بخش خورگام

بخش خورگام یکی از بخش‌های شهرستان رودبار در استان گیلان واقع در شمال ایران است.

## تقسیمات کشوری
این بخش از جمله چهار بخش شهرستان رودبار است؛ و به مرکزیت شهر بره سر است با دو دهستان :دهستان خورگام و دهستان: دلفک. بخش خورگام دارای ۴۳ روستا و یک مرکز شهری است.
- بخش خورگام
  - دهستان خورگام
  - دهستان دلفک

شهرها: بره‌سر

## مردم‌شناسی و جمعیت
در ۱۳۸۵، خورگام ۲٬۹۹۳ خانوار و ۱۰٬۶۶۸ نفر جمعیت داشت. ۶۸ درصد از افراد بالای ۶ سال باسواد بودند.
تات زبانان رودبار در دو منطقهٔ عمارلو و خورگام زندگی می‌کنند.
عمارلو: مرکز بخش عمارلو جیرنده است و علاوه بر آن روستاهای انبوه، کلیشم، خرم‌کوه، ویه، ناوه، لایه، نوده فاراب، یکنم، ایینه‌ده، پاکده، داماش، بیورزین، پارودبار، اسکابن، کرماک به زبان تاتی و گالشی (دیلمی) تکلم می‌کنند.
خورگام: در بخش خورگام مرکز بخش یعنی بره‌سر و روستاهای ناش، اسطلخ‌کوه، چیچال، لیاول علیا، چلوانسرا، قوشه لانه، سه پستانک، گرزنه چاک، کشکش به زبان تاتی تکلم می‌کنند. امروزه در این منطقه تات‌ها و کردهای کرمانج در کنار یکدیگر زندگی می‌کنند. مردم تات  و دیلمیان (گالش ها) ساکنان نخستین و کردها طی سده‌های اخیر در این نواحی حضور پیدا کرده‌اند.
نامدارانی همچون منوچهر سلیمی،
ستار سلیمی،
نوش آفرین و
مه آفرید امیر خسروی از این بخش رودبار هستند.
زمانی اقوام دُربیکه در منطقه دلفک ساکن بودند. زبان‌های تاتی ، گالشی و کرمانجی در این منطقه رایج است.

## تاریخچه
واژه خورگام به معنای جای پای خورشید، و نامی قدیمی است. پیشوند خور در نام‌های منطقه ای عمارلو کاربرد فراوان دارد؛ همانند، خورارود، خورپو و خرم‌کوه، که برگرفته از رنگ سرخ (همچون خور در خرمدینان) یا خورشید است. خورگام بیش از ۳۰۰ سال پارچه ای از جغرافیای اداری عمارلو بوده است و هنوز هم در زمره منطقه عمارلو شناخته می‌شود. گفته می‌شود که عمارلو نامی است که در پی کوچ کرمانج زبانان از شمال خراسان به این منطقه داده شده است؛ با این وجود نام آمارد از دوران باستان دربارهٔ این منطقه ثبت شده است.
امروزه خورگام به عنوان بخشی مستقل شناخته شده که مرکز آن شهر بره سر است. این شهر در گذشته با نام‌های پیره سر و براسر هم نامیده شده است.

## طبیعت
بخش خورگام در ارتفاعی بالاتر از ۲۰۰۰ متر از سطح دریا قرار دارد و دارای آب و هوای معتدل کوهستانی می‌باشد. خورگام یک منطقه ییلاقی زیبا و خوش آب و هوا است و از عواملی که باعث زیبایی این منطقه شده ترکیب کشتزار، جنگل و چمنزار می‌باشد.

### ییلاق‌های خورگام
- میانه سو
- شینه چاک
- بربن
- پلنگ کوه
- ویستان
- نورالعرش
- گیاش

### جغرافیای جانوری
گراز، موش خرما و سنجاب و روباه از پستانداران غالب منطقه شمرده می‌شوند. خزندگان غالب نیز مار‌های سمی می‌باشند. نام مارهای سمی منطقه افعی گرزه و افعی قفقازی و افعی زنجانی و افعی البرزی می‌باشد پرندگانی همانند کبک، قمری، تیهو، بلدرچین و هدهد (شانه به‌سر) در لابلای درختان و بوته‌ها به فراوانی دیده می‌شوند.

### جغرافیای گیاهی
رقم‌هایی از بابونه، مهر سلیمان (شقاقل)، گل چای، گل گاوزبان و صدها گونه گیاهی دیگر از خانواده‌های مختلف گیاهی در این منطقه به وفور یافت می‌شوند.